# نهر تشاو فرايا

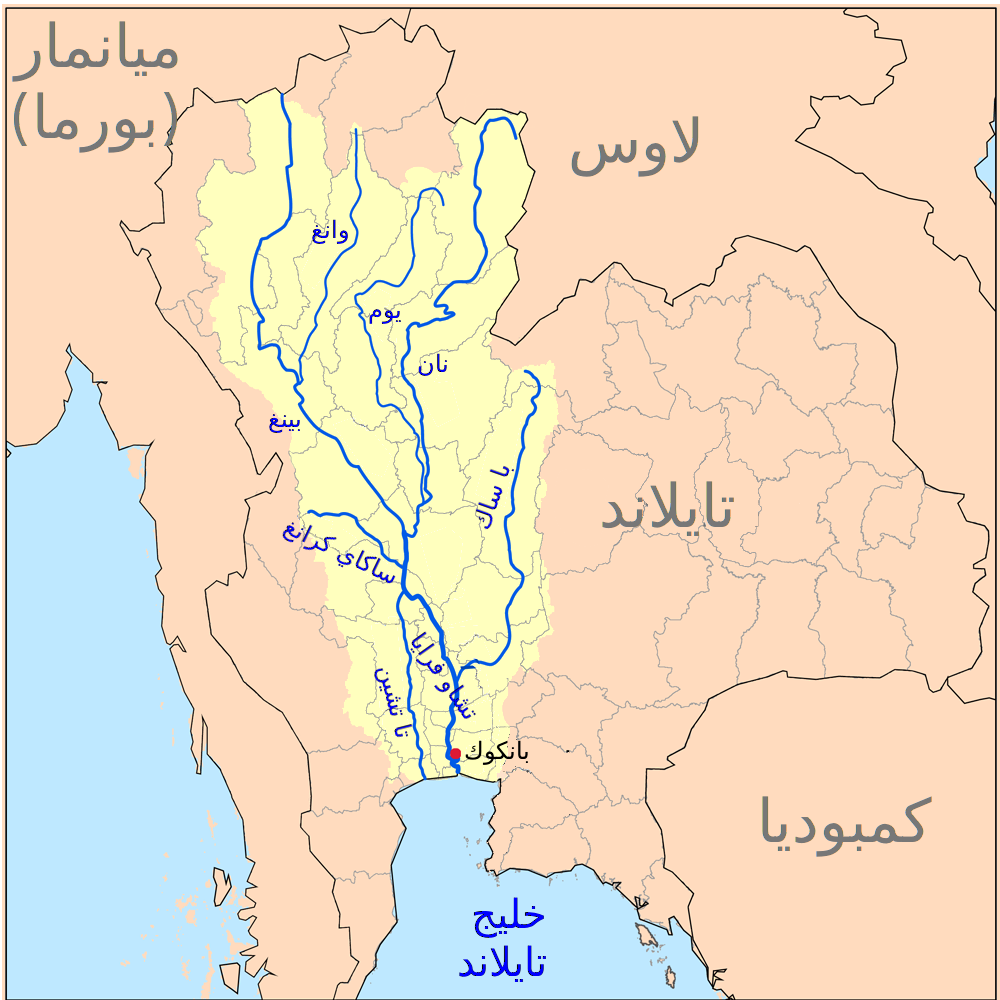
مجرى نهر تشاو فرايا في تايلاند.

تشاو فرايا (بالتايلاندية: แม่น้ำเจ้าพระยา) (إنجليزية: Chao Phraya River) نظام النهر الرئيسي في تايلاند ويعتبر نهر تشاو فرايا نهر رئيسي في تايلاند ويلتقي في وسط تايلاند في التقاء نهر بينغ ونهر نان في ناخون صوان ثم يتدفق من الشمال إلى الجنوب.